# Municipio de Laird (Nebraska)
El municipio de Laird (en inglés: Laird Township) es un municipio ubicado en el condado de Phelps en el estado estadounidense de Nebraska. En el año 2010 tenía una población de 529 habitantes y una densidad poblacional de 5,67 personas por km².

## Geografía
El municipio de Laird se encuentra ubicado en las coordenadas 40°28′27″N 99°27′53″O / 40.47417, -99.46472. Según la Oficina del Censo de los Estados Unidos, el municipio tiene una superficie total de 93.25 km², de la cual 93,04 km² corresponden a tierra firme y (0,23 %) 0,21 km² es agua.

## Demografía
Según el censo de 2010, había 529 personas residiendo en el municipio de Laird. La densidad de población era de 5,67 hab./km². De los 529 habitantes, el municipio de Laird estaba compuesto por el 96,79 % blancos, el 0,76 % eran amerindios, el 0,19 % eran asiáticos, el 0,19 % eran isleños del Pacífico, el 1,13 % eran de otras razas y el 0,95 % eran de una mezcla de razas. Del total de la población el 3,59 % eran hispanos o latinos de cualquier raza.